# Ԧ
Ԧ, ԧ (шха с нижним выносным элементом) — буква расширенной кириллицы. Использовалась в татском и горско-еврейском языках для обозначения [ʕ] (звонкого фарингального фрикатива). Происходит от буквы Һ.